# V6 PRV-motor

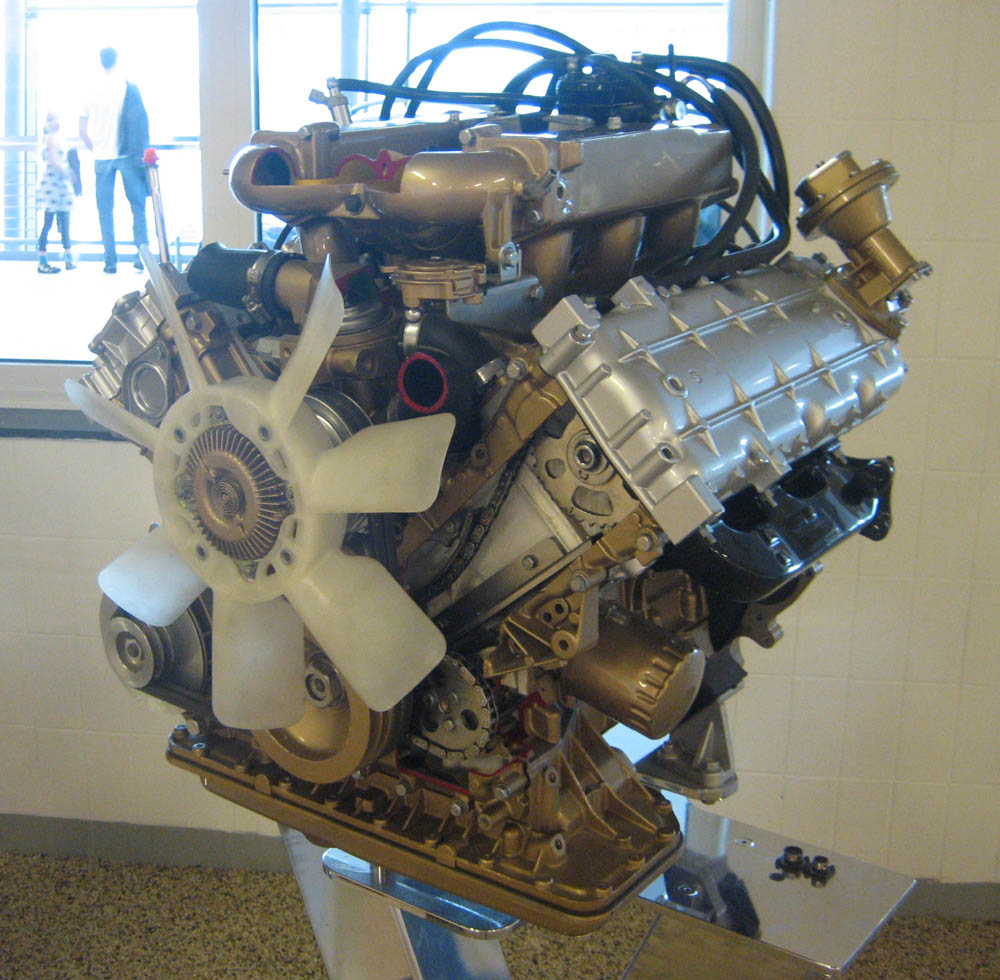
PRV-motor in het Volvo Museum

De V6 PRV-motor is een V6 benzinemotor, toegepast in auto's van onder andere de merken Peugeot, Citroën, Renault en Volvo, tussen 1974 en 1998. De naam is samengesteld uit de initialen van Peugeot, Renault en Volvo.

## Ontwikkeling
In 1966 sloten Peugeot en Renault een samenwerkingsverband voor het delen van bepaalde componenten. In 1969 werd daartoe Française de Mécanique (FM) opgericht. De FM-fabriek werd gebouwd in Douvrin (Noord-Frankrijk).
In 1971 sloot Volvo zich als derde partner aan. De drie bedrijven zouden een even groot aandeel in het project krijgen.
Oorspronkelijk was het de bedoeling een modulaire motor te ontwikkelen, zodat een V6 en een V8 op dezelfde productielijn kon worden gebouwd. Door de oliecrisis van 1973 groeide de weerstand tegen grotere (dus minder zuinige) motoren en groeide de markt voor motoren die een cilinderinhoud hadden van minder dan 2,8 liter. De ontwikkeling van de V8 werd daarom geschrapt; alleen de kleinere en zuinigere V6-motor zou worden gebouwd.
De PRV-motor mag derhalve gezien worden als een V8 met twee ontbrekende cilinders. De blokhoek was ook 90 graden, in plaats van 60 graden.

## Productie

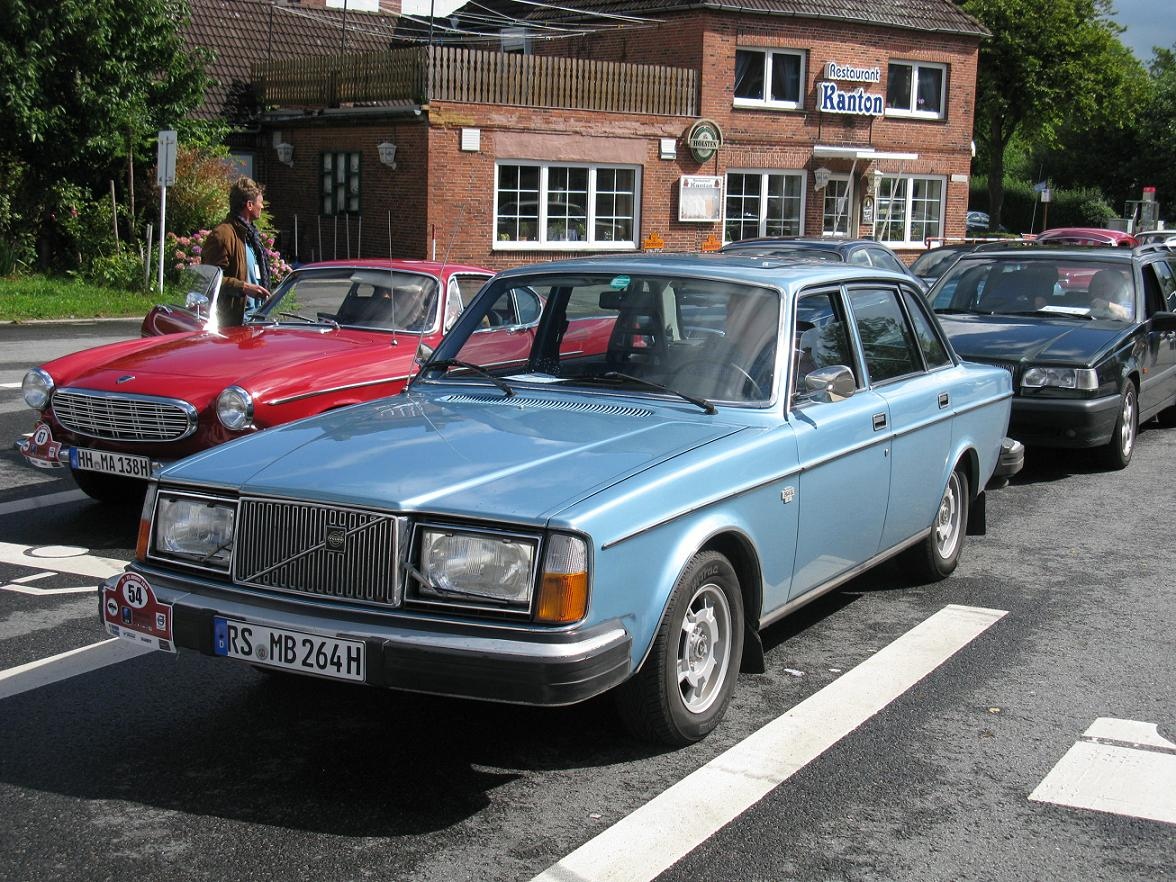
Volvo 264

De opbouw van de productielijn in Douvrin begon in juni 1973. In januari 1974 waren de fabrieken klaar, maar pas in oktober van dat jaar werd de V6 PRV-motor gepresenteerd in de Volvo 264. Eind 1975 werd de V6 PRV-motor al in vijf verschillende auto's verkocht.

### Turbo
De eerste commerciële V6 PRV met turbo werd in 1984 in de Renault 25 V6 Turbo toegepast. Dit was de eerste van de tweede generatie PRV-motoren met een simultane ontsteking en een gespleten krukas. Deze motoren werden later ook leverbaar in de Renault Alpine GTA V6 Turbo met een cilinderinhoud van 2458cc en nog later ook in de Renault Alpine A610 en de Renault Safrane Bi-Turbo met een cilinderinhoud van 2975cc.

### 24 kleppen
Terwijl Renault nog bezig was met het verder ontwikkelen van V6 PRV-motoren met turbo waren Peugeot en Citroën bezig met de 3.0-versie van de motor die in de Citroën XM en de Peugeot 605 gemonteerd zouden worden. Deze motoren zouden later ook met vier kleppen per cilinder worden geleverd. Wegens problemen met de uitlaatkleppen werd het project steeds duurder. Dit werd opgelost door de montage van keramische klepzetels.

## Racewagens
Ondertussen had het Franse supersportwagenmerk Venturi een eigen versie van de V6 PRV ontwikkeld. De meest krachtige versie was leverbaar in de Atlantique 300 met 281 pk waarmee het merk succesvol was op Le Mans met de 600LM met 24-kleppen, drie liter en met turbo die zelfs ruim 600 pk produceerde in race-uitvoering, De 400GT leverde een vermogen van 408 pk. Dit model was voorzien van de PSA versie met 24 kleppen met gewone klepstoters in plaats van hydraulische.
Peugeot was ook met een kleine groep ingenieurs bezig met het ontwikkelen van een V6 PRV voor de langeafstandsraces. Na een paar jaar groeide deze groep, die WM Peugeot genoemd werd. De meest krachtige versie was had een cilinderinhoud van drie liter en was de enige V6 PRV met dubbele bovenliggende nokkenassen.

## Slot
Volvo trok zich eind jaren tachtig terug uit het PRV-project om zich meer te richten op de ontwikkeling van eigen lijnmotoren. Renault en PSA bleven tot 1997 de PRV-motor verder ontwikkelen. De PSA-groep verving de motor in 1997 door de PSA-ES-motorenfamilie.
Op 15 juni 1998 werd de productie gestaakt. Er waren toen 970.315 stuks gebouwd.

## Overzicht merken en modellen

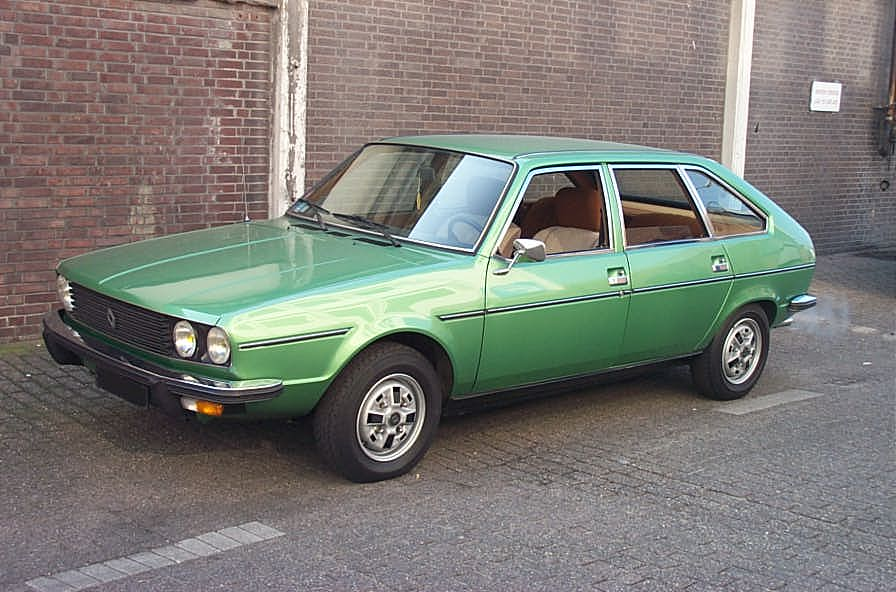
Renault 30 met de PRV motor

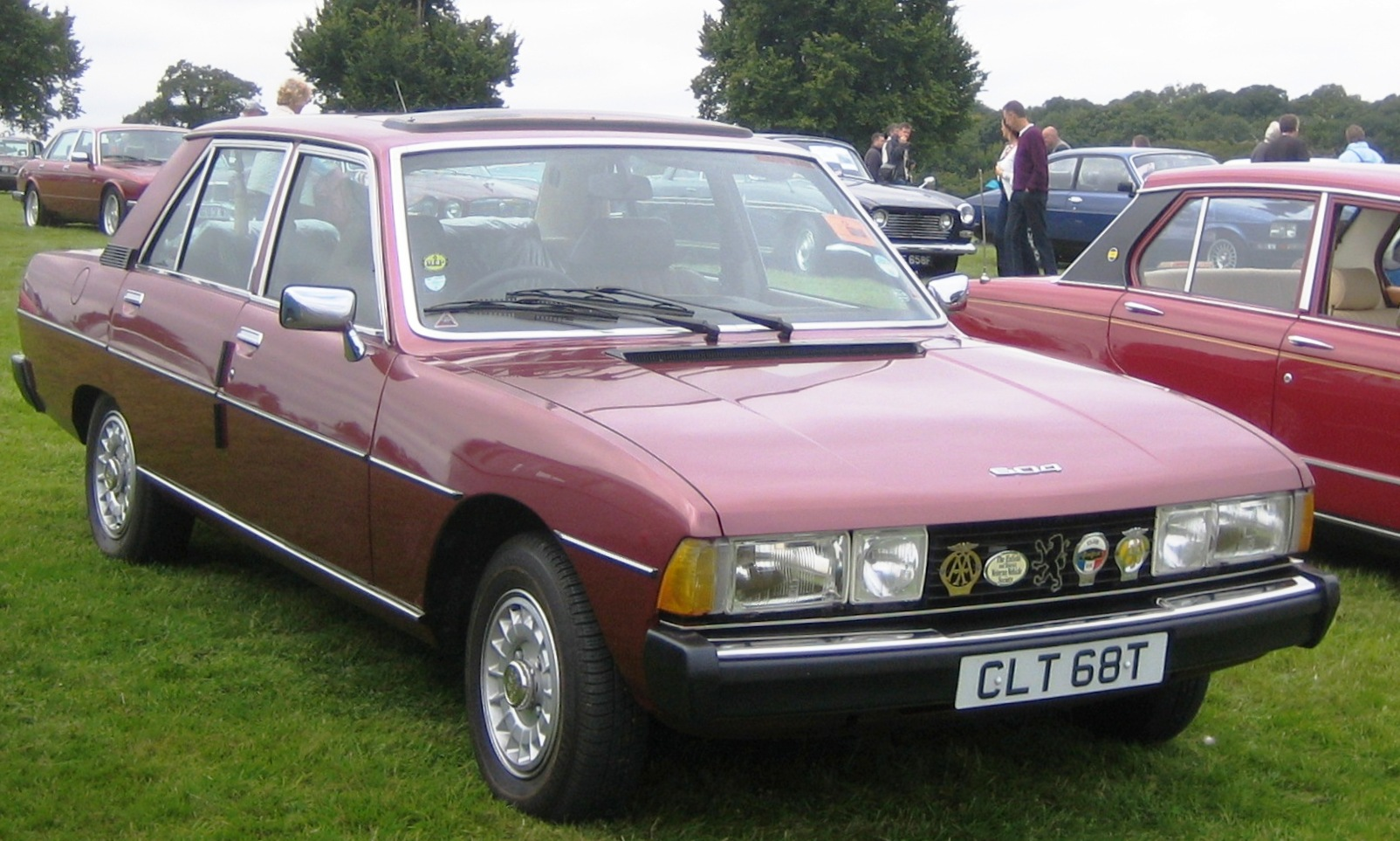
Peugeot 604

### Productieauto's
- Alpine A310 (1977-1985)
- Alpine A610 (1991-1994)
- Alpine GT/GTA (1984-1991)
- Citroën XM (1989-1997)
- DeLorean DMC-12 (1981)
- Dodge Monaco (1990-1992)
- Eagle Premier (1988-1992)
- Helem V6
- Lancia Thema (1984)
- Peugeot 504 coupé/cabriolet (1974/1975)
- Peugeot 505 (juli 1986)
- Peugeot 604 (maart 1975)
- Peugeot 605 (1990)
- Renault 25 (1984)
- Renault 30 (maart 1975)
- Renault Espace
- Renault Laguna
- Renault Safrane
- Talbot Tagora (1980)
- Venturi 200
- Venturi 400GT
- Venturi Atlantique
- Volvo 260 (1974)
- Volvo 760 GLE (1982)
- Volvo 780 (1985)

### Raceauto's
- Alpine A310 V6
- Fouquet PRV
- Peugeot 504 V6 Coupé
- Schlesser Original
- Venturi 400GTR en 600LM
- WM Peugeot